# Municipio de Scales Mound
El municipio de Scales Mound (en inglés: Scales Mound Township) es un municipio ubicado en el condado de Jo Daviess en el estado estadounidense de Illinois. En el año 2010 tenía una población de 622 habitantes y una densidad poblacional de 12,84 personas por km².

## Geografía
El municipio de Scales Mound se encuentra ubicado en las coordenadas 42°29′1″N 90°14′51″O / 42.48361, -90.24750. Según la Oficina del Censo de los Estados Unidos, el municipio tiene una superficie total de 48.46 km², de la cual 48,46 km² corresponden a tierra firme y (0 %) 0 km² es agua.

## Demografía
Según el censo de 2010, había 622 personas residiendo en el municipio de Scales Mound. La densidad de población era de 12,84 hab./km². De los 622 habitantes, el municipio de Scales Mound estaba compuesto por el 98,71 % blancos, el 0,32 % eran asiáticos, el 0,16 % eran de otras razas y el 0,8 % eran de una mezcla de razas. Del total de la población el 0,8 % eran hispanos o latinos de cualquier raza.